# Идиоритмия
Идиоритмия или отделножи́тие (на гръцки: μοναστήριον ιδιόρυθμον, букв. – особен, отделен) е християнска монашеска общност; манастир или скит с отделножително устройство; една от формите на организация на монашеството, в противоположност на киновията (монашеско общежитие).
При идиоритмичната форма на организация на манастирите и скитовете, монасите могат да имат своя лична собственост, общо в обителта е само жилището и богослужението, във всичко останало всеки монах живее по своя лична преценка. Идиоритмичната общност се управлява от игумен, дикей или от съвет от монаси. Начинът на живот в идиоритмичните общности е по-свободен и по-лек, в сравнение със строгия начин на живот в обителите в режим на киновия, подчинени на манастирски устав.
До началото на 1990-те години атонските манастири са както общежителни, така и отделножителни. След като през 1992 г. и манастирът Пантократор приема принципа на общежитието, всички атонски манастири вече са общежителни.
Повечето от атонските скитове обаче остават и до наши дни отделножителни. Такива са:
1. скит „Света Анна“ (῾Αγίας Άννης) на манастира Великата лавра
2. скит „Света Троица“ или „Кафсокаливия“ (῾Αγίας Τριάδος τῶν Καυσοκαλυβίων) на манастира Великата лавра
3. скит „Свети Димитър“ (῾Αγίου Δημητρίου) на манастира Ватопед
4. скит „Свети Йоан Предтеча“ или „Продром“ (Τιμίου Προδρόμου) на манастира Ивирон
5. скит „Свети Пантелеймон“ (῾Αγίου Παντελεήμονος) на манастира Кутлумуш
6. скит „Рождество на Пресвета Богородица“ или „Новия скит“ (Νέα Σκήτη) на манастира „Свети Павел“
7. скит „Свети Димитър“ или „Лакоскит“ (῾Αγίου Δημητρίου Λάκκου) на манастира „Свети Павел“
8. скит „Благовещение на Пресвета Богородица“ (Εὐαγγελισμοῦ τῆς Θεοτόκου) на манастира Ксенофонт (чл.142 от Устава на Света гора).